# Місіс Інтернешнл
Місіс Інтернешнл (англ. Mrs. International) — міжнародний конкурс, призначений для демонстрації досягнень сучасних одружених жінок у професійній та сімейній сферах. Заснований в 1988 році. Володарка титулу Mrs. International (2021) — Йоланда Стеннетт.
В Україні проводиться з 2018 року (Mrs. Ukraine International). Поточна переможниця (2021) — Тетяна Ровна.

## Огляд
Конкурс Місіс Інтернешнл виник з метою популяризації сучасних одружених жінок, їхніх досягнень у кар'єрі та сімейній сфері. Конкурс було вперше проведено у 1988 році. Жінки повинні рекламувати свою громадянську позицію та досягнення в ході конкурсу, оскільки конкуренція більше зосереджена на здобутках жінок, аніж на демонстрації краси. Конкурсантки набирають бали за особисте інтерв'ю та інтерв'ю на сцені (50 %), дефіле у вечірній сукні (25 %) та дефіле в спортивному одязі (25 %). Місіс Інтернешнл є єдиним глобальним конкурсом краси, який передбачає участь чоловіків (супроводжують своїх дружин на сцені; чоловік переможниці коронує її).
Конкурс офіційно зареєстрований в Роенок, штат Вірджинія, і щорічно проводиться в іншому штаті США. До конкурсу залучаються жінки з усього світу, які пройшли свої національні відбори. Організатор, International Pageants, також організовує менший американський конкурс «Міс Інтернешнл» (не плутати з японським конкурсом «Міс Інтернешнл») та міжнародні конкурси «Міс підліток» та «Міс до підлітків».
Учасницею Mrs. International може бути жінка віком від 21 до 56 років, яка перебуває у шлюбі не менше 6 місяців та є громадянкою країни, яку представляє на конкурсі. В конкурсі беруть участь 60 учасниць.
Поточна володарка титулу Mrs. International (2021) — Йоланда Стеннетт зі США.
Голова та організаторка конкурсу Mrs. International — Мері Річардсон.

## Місіс Інтернешнл в Україні
Місіс Інтернешнл в Україні (Mrs. Ukraine International) проводиться з 2018 року. Його започаткувала дизайнерка Яна Луцька, яка представляла Україну на конкурсі Mrs. International в Америці у 2017 році. Яна Луцька є національною директором українського конкурсу. В журі конкурсу входять Алекс Ленартс, Партха Сатпатхі, Марина Кінах, Еміне Джапарова, Наталія Бобровникова та інші.
Учасницею Mrs. Ukraine International може бути жінка віком від 25 до 45 (2019 р.) — 50 (2020 р.) років, яка перебуває у шлюбі та є громадянкою України. Учасниця обов'язково має бути професійно або соціально активною — анкети домогосподарок не розглядаються. В українському конкурсі від 15 до 20 учасниць.
Організатори конкурсу не підтримують дефіле у бікіні, натомість у конкурсі є вихід у спортивному одязі — «Fitness wear presentation». Від американського конкурсу Mrs. Ukraine International також відрізняється наявністю дефіле в українському стилізованому вбранні. Загалом в учасниць конкурсу Mrs. Ukraine International 5 дефіле: open number dress — вихід у першому вбранні; бізнес-леді-дефіле — презентація фіналісток (кар'єра, соціальна активність, сімейна сфера); fitness wear — presentation вихід в спортивному образі; дефіле в стилізованому українському вбранні; вихід у вечірніх сукнях.
Переможниця конкурсу представляє Україну на конкурсі Mrs. International.
| Рік  | Ім'я              |
| ---- | ----------------- |
| 2017 | Яна Луцька        |
| 2018 | Олена Кочурська   |
| 2019 | Аліна Поплавська  |
| 2020 | Вікторія Файнблат |
| 2021 | Тетяна Ровна      |